# Сивирин Анатолій Олексійович
Анатолій Олексійович Сивирин (7 січня 1955 р., с. Остапівка Миргородського району Полтавської області — 16 березня 2011, м. Тернопіль) — письменник, правознавець. Член НСЖУ (2003), НСПУ (2004).

## Життєпис
Навчався в Остапівській середній школі, потім у Кременчуцькому гірничому технікумі. 
1973—1975 — проходив сторокову військову службу в Чернівцях.
У 1977 році за направленням МВС УРСР почав служити в міліції. 1984 року закінчив Київську вищу школу МВС СРСР ім. Дзержинського, спеціальність — правознавство.
До 2005 року працював у державтоінспекції УМВС України в Тернопільській області.

## Літературна діяльність
У 2002 році почав літературну діяльність, видавши книгу «Хрест Лугового».
Автор семи книг з творами драматично-пригодницького жанру. Його оповідання та повісті друкувалися в обласних часописах «Свобода», «Вільне життя», «Досьє-02» та «Четверта влада», у збірниках «І було пекло на землі», «Чорна тінь голодомору 1932-33 років над Тернопіллям», «Подільська толока», журналі «Літературний Тернопіль» .
Член Національної спілки журналістів України (2003), Національної спілки письменників України (2004).

## Відзнаки
- Нагороджений грамотами Тернопільської обласної ради і облдержадміністрації (2004) та Національної спілки письменників України (2005) за вагомий внесок у розвиток української літератури.
- Лауреат  Літературної премії імені Володимира Вихруща (2004).

## Книги
- Сивирин А. Хрест Лугового. Повісті. — Тернопіль: Посібники і підручники, 2002. — 192 с.
- Сивирин А. Окупація. Пригодницькі твори. — Тернопіль: Підручники і посібники, 2003. — 104 с.
- Сивирин А. Лежачого не б'ють. Гостросюжетна повість-трилогія. — Тернопіль: Джура, 2004. — 436 с.
- Сивирин А. Цвіт папороті. Повісті та оповідання. — Тернопіль: Підручники і посібники, 2004. — 204 с.
- Сивирин А. Відрікаюсь тебе, сатано. Пригодницький роман. — Тернопіль: Джура, 2004. — 180 с.
- Сивирин А. Легенди Білої зорі. Оповідання, легенди, бувальщина. — Тернопіль: Джура, 2004. — 144 с.
- Сивирин А. Ні грошей, ні слави. Повісті, оповідання. — Тернопіль: Джура, 2006. — 272 с.
- «Для чого живеш на світі?» (2007).
- «Таємниця старого лісі» (2008).
- «Всесильна зброя» (2009).
- Сивирин А. Сканер. Проза. — Тернопіль: Джура, 2010. — 184 с.[2]